# Goeldichironomus holoprasinus
Goeldichironomus holoprasinus är en tvåvingeart som först beskrevs av Emílio Augusto Goeldi 1905.  Goeldichironomus holoprasinus ingår i släktet Goeldichironomus och familjen fjädermyggor. Inga underarter finns listade i Catalogue of Life.